# Giovanni Pacassi
Giovanni Pacassi (1686 – Gorizia, 1745) è stato uno scultore italiano, specializzato nella realizzazione di altari e stucchi, attivo tra Friuli, Venezia e Vienna, noto per le sue opere religiose e la raffinata lavorazione lapidea.

## Biografia

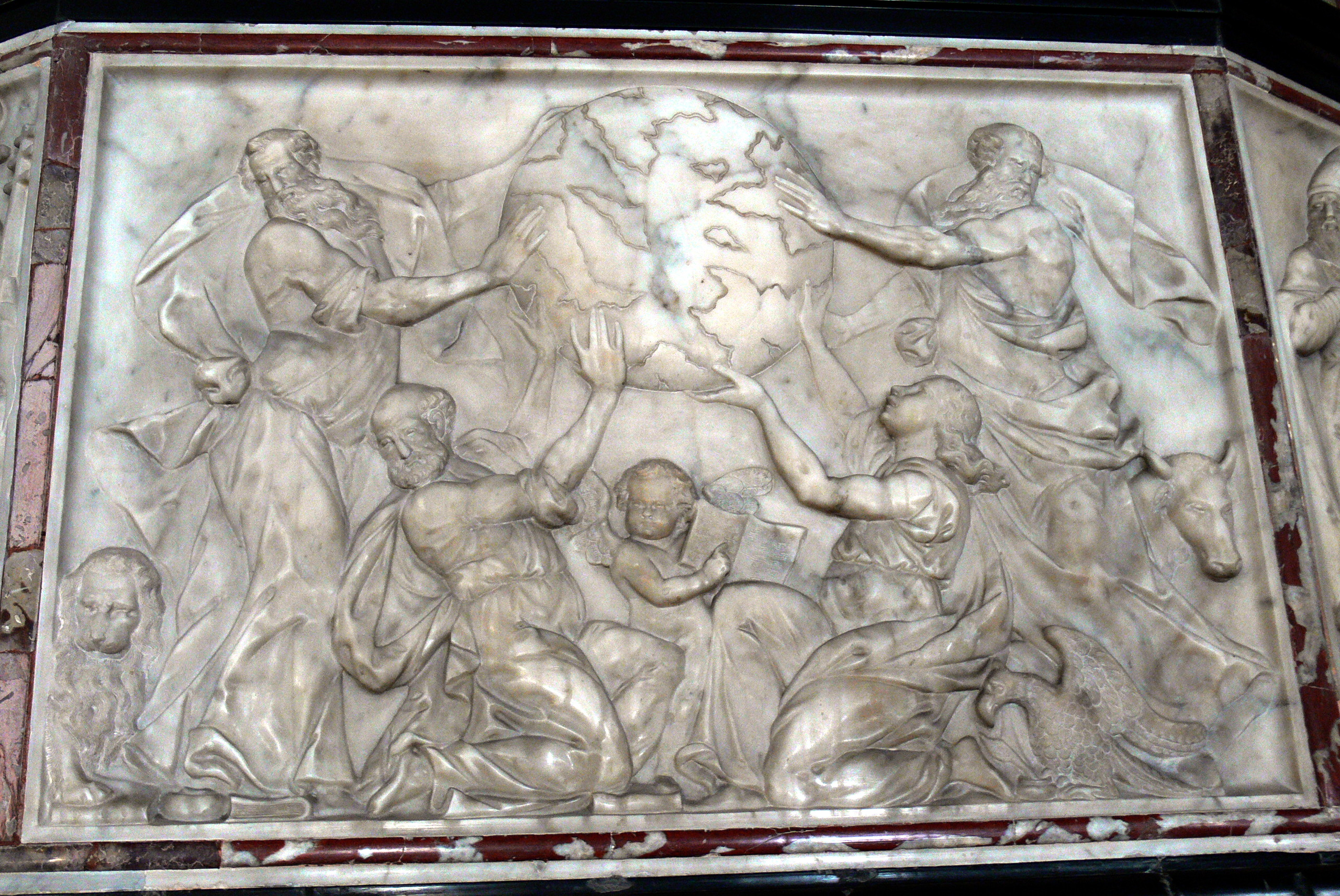
Pulpito del Duomo di Gorizia, Dettaglio con I quattro evangelisti che sorreggono il Mondo

Figlio di Leonardo Pacassi, ereditò nel 1698 la bottega di famiglia, specializzata in scultura e decorazioni sacre. Lavorò in stretto contatto con artisti veneziani come Pasquale Lazzarini, suo cognato, e Pietro Baratta, con cui collaborò per l'altare della Cripta dei Cappuccini a Vienna.
La sua bottega fu un punto di riferimento per la scultura sacra nell'area isontina. suoi lavori mostrano una fusione tra barocco veneziano e influenze nordiche, con stucchi elaborati e forme plastiche vigorose. La qualità esecutiva varia, ma le sue opere sono spesso riconoscibili per la ricchezza decorativa e la teatralità barocca.

### Opere
- Edicola votiva di via della Cappella, Gorizia, (1705), prima opera documentata
- Altare maggiore del Duomo di Gorizia, (1705–1707), considerato la sua opera più celebre.
- Capriva (dedicato alla Vergine)
- Crauglio (S. Canziano)
- Mariano del Friuli (S. Gottardo e Beata Vergine del Rosario)
- Chiesa del Santissimo Salvatore, Gradisca